# Vương Quân (nhà Thanh)
Vương Quân (chữ Hán: 王筠, 1784 – 1854), tự Quán Sơn, người An Khâu, Sơn Đông, học giả đời Thanh. Ông là 1 trong 4 danh gia đời Thanh chú giải Thuyết văn giải tự (Thanh đại Thuyết văn tứ đại gia), tề danh với Quế Phức, Đoàn Ngọc Tài và Chu Tuấn Thanh.

## Tiểu sử
Năm Đạo Quang đầu tiên (1820), Quân đỗ cử nhân, được làm tri huyện của huyện Hương Ninh, Sơn Tây. Hương Ninh là khu vực đồi núi, dân cư chất phác, kiện tụng đơn giản; Quân rảnh rỗi thì cầm sách không rời tay. Sau đó Quân được nắm quyền ở huyện Từ Câu (nay là trấn Từ Câu, đông nam huyện Thanh Từ), rồi nắm quyền ở huyện Khúc Ốc. Hai huyện ấy lắm việc, chẳng những Quân trị lý ổn thỏa, mà còn không quên học tập.
Năm Hàm Phong thứ 4 (1854), Quân mất, hưởng thọ 71 tuổi.

## Quan điểm
Quân từ nhỏ ưa thích Triện Trứu , đến khi trưởng thành, học khắp kinh sử, rất giỏi về Thuyết văn . Việc nghiên cứu Thuyết văn, bấy giờ nổi bật nhất là 2 nhà Quế, Đoàn , Quân từng nói: “Họ Quế chuyên tìm kiếm cổ tịch, nhưng chọn tài liệu chỉ đến thời của Hứa Thuyết thì dừng, không trọn được ý mình. Ấy là khiến cho việc dẫn chứng chịu mất mát vì giới hạn, vả lại lời văn lập lờ hướng đến trạng thái tô vẽ. Họ Đoàn có văn thể lớn lao, văn tứ tinh tế, đáng trở thành thông lệ, còn tìm ra những điều mà tiền nhân chưa biết. Chỉ là vẫn còn những vụn vặt võ đoán, ngẫu nhiên không tránh được.” Lại nói: “Áo nghĩa của văn tự, chẳng qua là 3 mối hình, âm, nghĩa. Việc làm ra chữ của người xưa, chính là để đặt tên sự vật, lấy nghĩa làm gốc, mà âm kèm theo, vì vậy mới dựa vào hình. Người nay nhận biết chữ, căn cứ vào hình mà tìm ra âm, căn cứ vào âm mà đoán ra nghĩa, chính là học thuyết hoàn chỉnh về chữ viết đấy. Lục thư lấy Chỉ sự, Tượng hình làm đầu, mà then chốt của chữ viết nằm ở chỗ này. Cái chữ vì việc, thì người viết căn cứ vào việc để thẩm định chữ, chớ dựa vào chữ để sanh ra việc. Cái chữ vì vật, thì người viết căn cứ vào vật để tra xét chữ, chớ bôi lên chữ để tạo ra vật. Vả lại chớ đem việc kia làm nên ý của việc này, chớ đem vật kia làm nên hình của vật này, thì sau này có thể cùng Thương Hiệt, (Thái Sử) Trứu, (Lý) Tư đối chất trong một nhà đấy. Nay lời của Thuyết văn, bộ Túc (足) từ bộ Khẩu (口) mà ra, bộ Mộc (木) từ bộ Triệt (屮) mà ra, chân của bộ Điểu (鳥), Lộc (鹿) tương tự từ bộ Chủy (匕) mà ra, ví như chẳng phải hậu nhân sửa đổi rối loạn, thì ý của anh Hứa bỏ hoang rồi.” Quân bèn phân biệt chọn lựa, chứng minh rõ ràng, trước tác Thuyết văn thích lệ (说文释例) 20 quyển (xem tại đây). Thích lệ ý nói giải thích điều lệ của Thuyết văn giải tự, đây là Quân theo lối Đỗ Dự làm sách giải thích Xuân Thu Tả truyện.
Quân cho rằng 2 bộ sách của Quế, Đoàn còn nhiều chỗ sơ lược, lại thêm Lý Đảo gây loạn thứ bực , khiến cho mạch lạc của việc phân biệt bộ thủ không thể tìm ra. Đoàn Ngọc Tài đã sáng tạo ra thông lệ, nhưng khuôn khổ văn thể chịu bó buộc, chưa thể xem là đầy đủ, rõ ràng. Quân bèn chọn lựa học thuyết của Quế, Đoàn, trước tác Thuyết văn cú đậu (说文句读) 30 quyển . Cú đậu là có ý mượn tên của bộ sách Nghi Lễ Trịnh chú cú đậu (仪礼郑注句读) của Trương Nhĩ Kỳ (张尔岐), Quân nói rằng sách vở người đời Hán đại khái đặt tên có chữ chương/cú, còn sách này của ông giải nghĩa Thuyết văn giải tự, không nhắc gì đến văn chương, nên đặt tên là Cú đậu.

## Tác phẩm
- Thuyết văn thích lệ 20 quyển
- Thuyết văn cú đậu 30 quyển
- Thuyết văn hệ truyền hiệu lục 30 quyển
- Văn tự mông cầu 4 quyển.
- Mao Thi trọng ngôn 1 quyển, phụ Mao Thi song thanh điệp vận thuyết 1 quyển
- Hạ tiểu chánh chánh nghĩa 4 quyển [6]
- Đệ tử chức chánh âm 1 quyển [7]
- Chánh tự lược 2 quyển [8]
- Nga thuật biên [9]
- Vũ cống chánh tự [10]
- Độc nghi lễ Trịnh chú cú đậu khan ngộ
- Tứ thư thuyết lược

## Đánh giá
Quân sửa sang học thuyết về Thuyết văn gần 30 năm, tác phẩm của ông mở ra một con đường riêng, chiết trung các nhà, không nương tựa vào ai. Sử cũ cho biết người đương thời bình luận Quân là công thần của Hứa Thận, kình địch của Quế, Đoàn.